# 田村良明
田村 良明（たむら よしあき、1954年（昭和29年）10月3日 - ）は、日本の硝子技術者。旭硝子（現・AGC）株式会社元代表取締役（2013年3月-2014年3月）。

## 経歴
- 1954年 - 東京都生まれ。
- 1979年 - 東京工業大学大学院理工学研究科 無機材料工学専攻修士課程修了。同年 - 旭硝子（現・AGC）株式会社 入社[2]。
- 2004年 - 同社 ディスプレイカンパニー FPDガラス本部 製造管理部長。
- 2005年 - 同社 ディスプレイカンパニー FPDガラス本部 生産管理部長。
- 2007年 - 同社 執行役員  ディスプレイカンパニー 生産本部長。
- 2008年 同社 執行役員 AGCディスプレイグラス台湾株式会社 社長。
- 2009年 - 同社 執行役員 ディスプレイカンパニー プレジデント→同社 執行役員 電子カンパニー ディスプレイ事業本部長。
- 2010年 - 同社 常務執行役員 電子カンパニー ディスプレイ事業本部長。
- 2011年 - 同社 常務執行役員 電子カンパニー プレジデント代行 兼 同カンパニー ディスプレイ事業本部長→同社 常務執行役員 電子カンパニー プレジデント 兼 同カンパニー ディスプレイ事業本部長。
- 2012年 - 同社 常務執行役員 電子カンパニー プレジデント 兼 同カンパニー ディスプレイ事業本部長 兼 同カンパニー 電子ガラス事業本部長→同社 常務執行役員 電子カンパニー プレジデント 兼 同カンパニー ディスプレイ事業本部長→同社 常務執行役員 電子カンパニー プレジデント。
- 2013年 - 同社 専務執行役員 経営全般補佐（技術担当（現・CTO））兼 技術本部長 兼 グループ改善活動補佐→代表取締役 兼 専務執行役員 経営全般補佐（技術担当（現・CTO））兼 技術本部長 兼 グループ改善活動補佐。
- 2014年 - 同社 代表取締役 兼 専務執行役員 ガラスカンパニー プレジデント→同社 専務執行役員 ガラスカンパニー プレジデント。
- 2017年 - 同社 専務執行役員 社長付→同上 退任→同社 エグゼクティブフェロー。
- 2018年 - DIC株式会社社外取締役、川崎重工業株式会社社外取締役[3]。
- 2022年 - 大日本印刷株式会社社外取締役。

## 人物
2008年から2014年まで社長を務めた石村和彦は同年入社であり、同い年である。
入社以降、電子事業に長く携わる。 電子事業の技術部門、子会社社長、事業部門長を経験した後、代表取締役 兼 専務執行役員 技術担当役員に就任。 その後、ガラス事業部門長を務め、全社の事業運営を指揮した。

## 外部サイト
- http://kuramae.tokyo.r-cms.jp/files/user/common/pdf/alumni_1048.pdf